# Tudor Vladimirescu (Avrămeni), Botoșani
Tudor Vladimirescu este un sat în comuna Avrămeni din județul Botoșani, Moldova, România.
partea de nord-est a județului Botoșani,  în Câmpia Moldovei. Până în 1948, localitatea s-a numit Principele Mihai.[2]